# Список католикосов церкви Кавказской Албании
В списке представлены главы автокефальной церкви Кавказской Албании, а с начала VIII века автономного Албанского (Агванского) католикосата Армянской Церкви.

## Титул
Католикос избирался на церковных соборах из епископов. Кроме представителей духовенства на них присутствовали царь и албанская знать.
Албанский католикос являлся также патриархом и архиепископом.
Титулу «великий католикос» приравнивался титул «главный епископосапет», являвшийся дословным переводом на армянский греческого титула «archiepiskopos» («главный епископ»). Мовсес Каганкатваци, сравнивая в своей работе «История страны Алуанк» албанские и греческие церковные титулы, отмечает, что «архиепископ, который называется [у нас] епископосапетом или католикосом».
В официальных документах именовался «католикос Албании и Баласакана». Сохранилась, датируемая VI веком и написанная пехлевийским письмом, печать «великого католикоса Албании и Баласакана». С 552 года глава Албанской церкви носил титул «католикос Алуанка, Лпника и Чола».
Престол католикоса Албанской церкви до 552 года располагался в Дербенте.
Албанская церковь сохраняла самостоятельность до 704 года, когда под давлением халифа Абд аль Малика и армянского католикоса Егии, по решению Партавского собора она оказалась в подчинении Армянской церкви. С 705 года Церковь Кавказской Албании стала частью Армянской апостольской церкви. Само название «Албания» уже с IX—X веков также являлось историческим пережитком. С XIV века резиденцией католикоса был монастырь Гандзасар. Хаченское княжество, где находился Гандзасар, был населен армянами. Титул «католикоса Албании» с резиденцией в Гандзасаре сохранился как исторический пережиток, не имевший никаких преимуществ перед остальными епископами Армянской церкви. Специалисты отмечают, что существовавшее тогда понятие «Албанская церковь» отражало лишь консервативность церковной традиции. И. П. Петрушевский, говоря об исследуемом им XVI—XVIII веках, также отмечает, что титул католикоса албанского существовал лишь как пережиток некогда независимой албанской церкви.
Автономный Агванский католикосат прекратил своё формальное существование в 1813 году и был преобразован в митрополию Армянской апостольской церкви.
Нижеследующий список католикосов, начиная с Абаса, приводится согласно сведениям, изложенным в Православной энциклопедии (Т.1., С. 455—464). Сведения о порядке следования патриархов периода автокефалии вплоть до Захарии I изложены, в том числе, согласно исследованию М. С. Гаджиева 2004 года.
| Главы церкви                                                  | Временной период           | Резиденция               | Автор                                  | Источник                                                  | Описание в первоисточнике |
| ------------------------------------------------------------- | -------------------------- | ------------------------ | -------------------------------------- | --------------------------------------------------------- | --- |
| Период армянских епископов в Кавказской Албании               |                            |                          |                                        |                                                           | |
| Григорис                                                      | около 330 года             |                          |                                        |                                                           | |
| Захария I                                                     |                            |                          |                                        |                                                           | |
| Давид I                                                       |                            |                          |                                        |                                                           | |
| Иованнес (Йовхан), «епископ гуннов»                           |                            |                          |                                        |                                                           | |
| Иеремия                                                       | кон. IV — нач. — сер. V в. |                          | Корюн                                  | «Житие Маштоца»                                           | И когда это приказание на деле было претворено в жизнь и завершено, блаженный епископ Иеремия немедленно принялся за перевод божественных книг, с помощью которых (варварские), празднобродящие и диких нравов люди страны Алуанк вскоре узнали пророков, апостолов, унаследовали Евангелия, были осведомлены о всех божественных преданиях. |
| Шупхалишо                                                     | кон. V века                | Дербент                  | Мовсес Каганкатваци                    | «История страны Алуанк» I, 23,26; III, 24                 | «главный епископосапет», «архиепископ Партава», «католикос…, прибывший из Иерусалима» |
| Маттеос I                                                     |                            | Дербент                  |                                        |                                                           | |
| Саак                                                          |                            | Дербент                  |                                        |                                                           | |
| Мовсес (Карен)                                                |                            | Дербент                  |                                        |                                                           | |
| Пант (Панд, Панон)                                            | нач. VI века               | Дербент                  |                                        |                                                           | |
| Лазар (Газар)                                                 |                            | Дербент                  |                                        |                                                           | |
| Григор                                                        |                            | Дербент                  |                                        |                                                           | |
| Период автокефальной Церкви Кавказской Албании                |                            |                          |                                        |                                                           | |
| Абас                                                          | 551/2—595/6                | Партав                   |                                        |                                                           | |
| Виро                                                          | 596—630                    | Партав                   | Мовсес Каганкатваци Себеос 44          | «История страны Алуанк» II, 17 «История епископа Себеоса» | Этот также почил с миром. У него был сын Вард. Вард родил Варазмана, госпожу Шушик и Вараз-Григора, первого князя Алуанка [из рода Миhрана], принявшего крещение от католикоса Алуанка Виро. Что же касается (приверженцев) Халкедона, как-то: Виро, католикоса Аг’вании, многих других<...> — то царь предложил обеим партиям изложить свое вероучение, (с одной стороны) Никейского собора при Константине, Константинопольского при Феодосии Великом и Ефесского при Феодосии Младшем, (с другой стороны) Халкедонского при Маркиане, все это расследовать и вывести заключение. |
| Захария II                                                    | 629—644 или 630—647        | Партав                   | Мовсес Каганкатваци Киракос Гандзакеци | «История страны Алуанк» III, 24 «История Армении» 10, 195 | Владыка Закарий – муж святой, лет пятнадцать. Он поручился за великий город Партав и молитвами своими спас многих из полона. Он рукоположил в епископы Сюника некоего [мужа] по имени Вртанес без согласия [католикоса] армянского. Владыка Закария — пятнадцать лет. Этот молитвами своими вернул к жизни из плена великий город Партав. |
| Ованнес (Иоанн) II                                            | 644—671                    | Партав                   |                                        |                                                           | |
| Ухтанес                                                       | 671—683 или 668—680        | Партав                   | Мовсес Каганкатваци                    | «История страны Алуанк» II, 32                            | Блаженный hайрапет Ухтанэс предал проклятию их бесстыдное прелюбодеяние и запретил беззаконные браки; но поскольку они не оставили свои злодеяния, то все они вообще были истреблены и стёрты с лица земли. |
| Елиазар                                                       | 683—689                    | Партав                   | Мовсес Каганкатваци                    | «История страны Алуанк» II, 36                            | Затем, когда прошла печаль, утихло горе, и мучительное бедствие было несколько позабыто, все князья страны этой – нахарары и родоначальники, наместники, правители, вельможи пришли к великому архиепископу Елиазару думу думать о мире и благе страны Алуанк. Заботясь о власти в стране, они единодушно избрали одного нахарара, возвеличенного императором в сан апуипата патрикия, по имени Вараз-Трдат сына Вараз-Перожа, брата Джуаншера. |
| Нерсес I Бакур                                                | 689—706                    | Партав                   | Мовсес Каганкатваци                    | «История страны Алуанк» III, 9                            | Теперь же епископы и вся церковная братия вновь письменно предали его проклятию и скрепили это печатями [своими] и посредничеством Божьим со мною вместе подтвердили, что твердо будут стоять на той же прежней вере [отцов] и не смешаются с последователями скверной ереси халкидонской и злого учения Бакура |
| Период Агванкского католикосата Армянской Апостольской Церкви |                            |                          |                                        |                                                           | |
| Симеон I                                                      | 706—707 или 704—705        | Партав                   | Мовсес Каганкатваци                    | «История страны Алуанк» III, 8                            | Потому все мы, Симэон – католикос Алуанка, Иовhаннэс – епископ Капалака, Симэон – епископ hОша, Саhак – епископ Амараса,<...>единодушно благословили и приняли апостольскую нашу веру, которая вначале проповедана была [у нас] святым Елиша, а затем утверждена святым Григорисом и до сих пор оставалась непоколебимой. |
| Микаэл                                                        | 707—744 или 705—742        | Партав                   | Мовсес Каганкатваци                    | «История страны Алуанк» III, 24                           | Владыка Микаел — лет тридцать пять, бывший [прежде] диаконом в Шаки. Это он пригласил Соломона, настоятеля монастыря Макенацоц, и предал проклятию вельмож Алуанка, женившихся на родственницах в третьем колене, и все они сгинули, настигнутые скорой карой [Божьей]. Вместе с ними они предали проклятию и Талилэ, владыку иверов за то, что он позволил незаконные [кровосмесительные] браки. |
| Анастас I                                                     | 744—748                    | Партав                   |                                        |                                                           | |
| Овсеп I                                                       | 748—765                    | Партав                   |                                        |                                                           | |
| Давид II                                                      | 765—769                    | Партав                   |                                        |                                                           | |
| Давид III                                                     | 769—778                    | Партав                   |                                        |                                                           | |
| Маттеос (Матте) II                                            | 778—779                    | Партав                   |                                        |                                                           | |
| Мовсес I                                                      | 779—781                    | Партав                   |                                        |                                                           | |
| Аарон                                                         | 781—784                    | Партав                   |                                        |                                                           | |
| Маттеос (Матте) II                                            | 778—779                    | Партав                   |                                        |                                                           | |
| Соломон I                                                     | 784                        | Партав                   | Мовсес Каганкатваци                    | «История страны Алуанк» III, 20                           | Тогда же и тер Соломон, католикос Алуанка, посоветовавшись со своими епископами, разрешил ее от уз [проклятий] своих предшественников. И [в результате] молитв двух [святых отцов] не осталось и следа от ее горя. А сыну Варазмана, Вараз-Трдату, Бог даровал жизнь. |
| Теодор                                                        | 784—788                    | Партав                   |                                        |                                                           | |
| Соломон II                                                    | 788—789                    | Партав                   |                                        |                                                           | |
| Ованнес III                                                   | 799—824                    | Бердакур (Бердак)        | Мовсес Каганкатваци                    | «История страны Алуанк» III, 20                           | Владыка Иовhаннэс — лет двадцать пять. Этот перенес католикосскую резиденцию из Партава в Бердак, в место летнего пребывания католикосов. |
| Мовсес III                                                    | 824                        |                          |                                        |                                                           | |
| Давид IV                                                      | 824—852                    |                          |                                        |                                                           | |
| Овсеп II                                                      | 852—877                    |                          |                                        |                                                           | |
| Самуэл                                                        | 877—894                    |                          | Мовсес Каганкатваци                    | «История страны Алуанк» III, 22                           | И все они тут же пришли к соглашению насчет смут Самуэла и Мисаела, о чем великий ишхан Армении написал армянскому hайрапету Георгу. И с согласия всех князей Алуанка он уговорил также и Самуэла. Своевольный Самуэл вынужден был против своей воли отправиться в Двин, где он вторично был рукоположен армянским католикосом Георгом в дни Ашота, ишхана Армении, в триста двадцать шестом году армянского летосчисления. |
| Иоанн IV                                                      | 894—902                    |                          |                                        |                                                           | |
| Симеон II                                                     | 902—923                    |                          |                                        |                                                           | |
| Давид V                                                       | 923—929                    |                          |                                        |                                                           | |
| Исаак (Саак)                                                  | 929—947                    |                          |                                        |                                                           | |
| Гагик                                                         | 947—958                    |                          |                                        |                                                           | |
| Давид VI                                                      | 958—965                    |                          | Мовсес Каганкатваци                    | «История страны Алуанк» III, 24                           | Владыка Давид — лет семь. Из епископии Капалака. |
| Давид VII                                                     | 965—971                    |                          | Мовсес Каганкатваци                    | «История страны Алуанк» III, 24                           | Владыка Давид — лет шесть. Настоятель монастыря Парисос. Он принял рукоположение от армянского католикоса Анании |
| Петрос I                                                      | 971—987                    |                          |                                        |                                                           | |
| Мовсес III                                                    | 987—993                    |                          |                                        |                                                           | |
| Маркос I                                                      | 993—?                      |                          |                                        |                                                           | |
| Овсеп III                                                     | 1038—?                     |                          |                                        |                                                           | |
| Маркос II                                                     | ? — ?                      |                          |                                        |                                                           | |
| Степанос I                                                    | ?—1079                     |                          |                                        |                                                           | |
| Ованнес III                                                   | 1079—1121                  |                          |                                        |                                                           | |
| Степанос II                                                   | 1129—1131                  |                          |                                        |                                                           | |
| Григорис I                                                    | ок. 1139                   |                          |                                        |                                                           | |
| Бежген                                                        | ок. 1140                   |                          |                                        |                                                           | |
| Нерсес II                                                     | 1149—1155                  |                          |                                        |                                                           | |
| Степанос III                                                  | 1155—1195                  |                          |                                        |                                                           | |
| Иоанн IV                                                      | 1195—1235                  |                          |                                        |                                                           | |
| Нерсес III                                                    | 1235—1262                  |                          |                                        |                                                           | |
| Степанос IV                                                   | 1262—ок. 1323              |                          |                                        |                                                           | |
| Сукиас                                                        | освящён в 1323             |                          |                                        |                                                           | |
| Петрос II                                                     | ок. 1331                   |                          |                                        |                                                           | |
| Закария II                                                    | ок. 1331                   |                          |                                        |                                                           | |
| Давид VIII                                                    | ? — ?                      |                          |                                        |                                                           | |
| Карапет                                                       | 1402—1420                  |                          |                                        |                                                           | |
| Ованнес V                                                     | ок. 1426—1428              |                          |                                        |                                                           | |
| Матевос II                                                    | ок. 1434                   |                          |                                        |                                                           | |
| Атанас II                                                     | ок. 1441                   |                          |                                        |                                                           | |
| Григор II                                                     | ? — ?                      |                          |                                        |                                                           | |
| Ованнес VI                                                    | 1441—1470                  |                          |                                        |                                                           | |
| Азария                                                        | ? — ?                      |                          |                                        |                                                           | |
| Аристакес I                                                   | ? — ?                      |                          |                                        |                                                           | |
| Тума                                                          | ок. 1471                   |                          |                                        |                                                           | |
| Степанос V                                                    | ок. 1476                   |                          |                                        |                                                           | |
| Нерсес IV                                                     | ок. 1478                   |                          |                                        |                                                           | |
| Шмавон I                                                      | ок. 1481                   |                          |                                        |                                                           | |
| Аракел                                                        | 1481—1497                  |                          |                                        |                                                           | |
| Матевос III                                                   | ок. 1487/1488              |                          |                                        |                                                           | |
| неизвестный                                                   | ок. 1488—1515              |                          |                                        |                                                           | |
| Аристакес II                                                  | 1515 — ок. 1516            |                          |                                        |                                                           | |
| неизвестный                                                   | ок. 1516 — ок. 1554        |                          |                                        |                                                           | |
| Сергий I (Саркис)                                             | ок. 1554                   |                          |                                        |                                                           | |
| Григор III                                                    | ок. 1559—1574              |                          |                                        |                                                           | |
| Петрос III                                                    | 1571                       |                          |                                        |                                                           | |
| Давид IX                                                      | ок. 1573                   |                          |                                        |                                                           | |
| Пилиппос Тумеци                                               | ? — ?                      |                          |                                        |                                                           | |
| Ованнес VII                                                   | 1574—1584                  |                          |                                        |                                                           | |
| Давид X                                                       | ок. 1584                   |                          |                                        |                                                           | |
| Атанас II                                                     | ок. 1585                   |                          |                                        |                                                           | |
| Шмавон II                                                     | 1586—1611                  |                          |                                        |                                                           | |
| Аристакес III Колатакци                                       | ок. 1588                   |                          |                                        |                                                           | |
| Меликсет (Мелхиседек) Арашеци                                 | ок. 1593                   |                          |                                        |                                                           | |
| Симеон III                                                    | ок. 1616                   |                          |                                        |                                                           | |
| неизвестный                                                   |                            |                          |                                        |                                                           | |
| Петрос IV Хандзкеци                                           | 1653—1675                  |                          |                                        |                                                           | |
| Симеон IV Хоторашенци                                         | 1675—1701                  | монастырь Трёх Младенцев |                                        |                                                           | |
| Иеремия II Гасан-Джалалян                                     | 1676—1700                  | Гандзасар                |                                        |                                                           | |
| Есаи Гасан-Джалалян                                           | 1702—1728                  | Гандзасар                |                                        |                                                           | |
| Нерсес V                                                      | 1706—1736                  | монастырь Трёх Младенцев |                                        |                                                           | |
| Исраель                                                       | 1728—1763                  |                          |                                        |                                                           | |
| Нерсес VI                                                     | 1763                       |                          |                                        |                                                           | |
| Ованнес VIII Гандзасареци                                     | 1763—1786                  |                          |                                        |                                                           | |
| Симеон V Хоторашенци                                          | 1794—1810                  |                          |                                        |                                                           | |
| Сергий II Гасан-Джалалян                                      | 1810—1828                  |                          |                                        |                                                           | |

## Комментарии
1. ↑  Вместе с царем Асвагеном санкционировал создание оригинального кавказско-албанского алфавита (нач. 420-х годов) и издание на нём Библии

1. ↑  Единственный из албанских патриархов, чьим именем назван один из албанских монастырей в Иерусалиме. Названия всех остальных связаны с географическими объектами. Предполагается, что именно католикосу Панду принадлежала гемма-печать «великого католикоса Албании и Баласакана»

1. ↑  Претендуя на традиционную власть католикоса Гандзасара, называл себя «духовным владыкой Карабаха и Ширвана». В преддверии вторжения османских войск в Карабах, являлся сторонником капитуляции перед турками

1. ↑  С 1815 года с титулом митрополита

1. ↑  Между патриархами Гасан-Джалалян и Нерсесом V, также как и между военачальниками, существовала враждебность, обусловленная ожидаемым вторжением османов в регион.

1. ↑  Являлся епископом Мец-Иранка. Первый известный представитель Албанской церкви носивший титул католикоса и получивший его ок. 552 г. Кафедра находилась в Партаве, а летняя резиденция в Бердакуре. В период патриаршества Абаса церковь Албании придерживалась несторианства

1. ↑  Католикос Виро являлся последователем халкидонизма

1. ↑  Являлся епископом Гардмана. За принятие диофизитства был низложен и предан анафеме на Партавском соборе 705 года.

1. ↑  антикатоликос, ставленник Сефевидов, анафемствован католикосом всех армян Егиазаром I[фр.][источник не указан 806 дней]. Восседал в монастыре Трёх Младенцев. Преемником Симеона стал католикос Нерсес. В следующий период паства была разделена между двумя духовными центрами — Гандзасаром и монастырём Трёх Младенцев

1. ↑  Являлся священником Партава.

1. ↑  Являлся епископом Амараса.

1. ↑  Являлся епископом Шеки.

1. ↑  Являлся дьяконом Шеки.

1. ↑  Являлся епископом Амараса.

1. ↑  Являлся епископом Амараса.

1. ↑  Являлся епископом Мец-Колманка.

1. ↑  Являлся епископом Капалаки.

1. ↑  Являлся епископом Гардмана.

1. ↑  Являлся епископом Капалаки.

1. ↑  Являлся епископом Мец-Колманка.

1. ↑  Являлся епископом Мец-Колманка.

1. ↑  Являлся епископом престола. Согласно Ананию Мокаци, был рукоположен на престол албанскими епископами.

1. ↑  Являлся епископом Капалаки. Согласно Ананию Мокаци, был рукоположен на престол албанскими епископами.

1. ↑  Являлся епископом Мец-Колманка. Согласно Ананию Мокаци, был рукоположен на престол албанскими епископами.

1. ↑  Являлся епископом Гардмана. Согласно Ананию Мокаци, был рукоположен на престол албанскими епископами.

1. ↑  Являлся епископом Гардмана.

1. ↑  Являлся настоятелем Парисоса.

1. ↑  Являлся архидьяконом престола.

1. ↑  Являлся епископом Двина. Согласно Ананию Мокаци, первоначально был рукоположен на престол албанскими епископами, а позже и армянским католикосом.